# Syneches
Syneches är ett släkte av tvåvingar. Syneches ingår i familjen puckeldansflugor.

## Dottertaxa tillSyneches, i alfabetisk ordning[1]
- Syneches acutatus
- Syneches albonotatus
- Syneches amamiensis
- Syneches ancistroides
- Syneches annulipes
- Syneches apiciflavus
- Syneches armatus
- Syneches ater
- Syneches avidus
- Syneches bakeri
- Syneches barypterus
- Syneches basiniger
- Syneches bicolor
- Syneches bigoti
- Syneches boettcheri
- Syneches brevispinus
- Syneches brunettii
- Syneches calodromius
- Syneches capensis
- Syneches catarinae
- Syneches claripilosus
- Syneches curvineura
- Syneches curvipes
- Syneches debilis
- Syneches deficiens
- Syneches deformitarsis
- Syneches devius
- Syneches dichaetophorus
- Syneches dichogenus
- Syneches dichrous
- Syneches dinoscelis
- Syneches dominicanus
- Syneches duplex
- Syneches elegans
- Syneches elevatus
- Syneches eustylatus
- Syneches ferrugineus
- Syneches fijiensis
- Syneches flavipalpis
- Syneches flavipes
- Syneches fratellus
- Syneches frosti
- Syneches fujianesis
- Syneches fuliginosus
- Syneches furcatus
- Syneches fuscescens
- Syneches fuscipennis
- Syneches graminis
- Syneches grandis
- Syneches guangdongensis
- Syneches guangxiensis
- Syneches handschini
- Syneches helvolus
- Syneches henanensis
- Syneches hirashimai
- Syneches hispidus
- Syneches hyalinus
- Syneches hyalopterus
- Syneches immaculatus
- Syneches inversus
- Syneches jamaicensis
- Syneches jardinei
- Syneches jauensis
- Syneches lachaisei
- Syneches latus
- Syneches leonensis
- Syneches lividus
- Syneches loici
- Syneches longiflagellatus
- Syneches longipennis
- Syneches longistigma
- Syneches longiventris
- Syneches luanchuanensis
- Syneches luctifer
- Syneches luteus
- Syneches luzonicus
- Syneches macrochaetosus
- Syneches macrothele
- Syneches maculatus
- Syneches maculithorax
- Syneches mamillosus
- Syneches manaos
- Syneches maoershanensis
- Syneches mars
- Syneches matemus
- Syneches matilei
- Syneches medinai
- Syneches minor
- Syneches minutus
- Syneches miyamotoi
- Syneches moraballi
- Syneches muscarius
- Syneches nankunshanensis
- Syneches nanlingensis
- Syneches natalensis
- Syneches nebulosus
- Syneches neptunus
- Syneches nigridus
- Syneches obeliscus
- Syneches oedicnemus
- Syneches pallidicornis
- Syneches palliditarsis
- Syneches pallidus
- Syneches peradeniyae
- Syneches periscelis
- Syneches phaeopterus
- Syneches planiceps
- Syneches platybregmus
- Syneches praestans
- Syneches primissimus
- Syneches pulliginis
- Syneches pullus
- Syneches pusillus
- Syneches pyramidatus
- Syneches quadraginta
- Syneches quadrangularis
- Syneches quadricinctus
- Syneches rafaeli
- Syneches repletus
- Syneches ruficollis
- Syneches rufitibia
- Syneches rufus
- Syneches rusticus
- Syneches semibrunnea
- Syneches semihelvolus
- Syneches shirozui
- Syneches shumuyuanensis
- Syneches signatus
- Syneches simplex
- Syneches spinidorsum
- Syneches stigma
- Syneches stigmaticalis
- Syneches subdeficiens
- Syneches sublatus
- Syneches subvittatus
- Syneches thoracicus
- Syneches tibetanus
- Syneches tomentosus
- Syneches tuberculitibia
- Syneches usherae
- Syneches walkeri
- Syneches varipes
- Syneches varus
- Syneches velutinus
- Syneches vidali
- Syneches vineus
- Syneches visinonii
- Syneches vittatus
- Syneches vittipleura
- Syneches xanthochromus
- Syneches xiaohuangshanensis
- Syneches xui
- Syneches zhejiangensis